# Побег из Нормала
«Побег из Нормала» (англ. Leaving Normal) — художественный фильм американского режиссёра Эдварда Цвика.
Мировая премьера — 29 апреля 1992 года. Сборы в США составили 1 514 114 долларов.

## Сюжет
Нормал — городок в штате Вайоминг, куда приехала Мэриэнн Джонсон, бывшая вольнонаёмная американской армии, чтобы осесть, завести семью и детей, найти работу. Мечты не сбылись. Здесь она познакомилась с Дарли, официанткой и крутой матерщинницей, скрывающей под маской цинизма собственную житейскую неустроенность и драматическое прошлое. Преисполнившись решимости изменить свою судьбу, они вдвоём отправляются в далёкое путешествие на Аляску, где когда-то жила Дарли и где теперь её ожидает наследство — дом и земля.
Два очень разных человека, с несовпадающими характерами, отправившись в совместное путешествие они подружились, оказывая друг другу поддержку. Заехав по дороге Портленд, где живёт с мужем Эмили, сестра Мэриэнн, они становятся свидетелями жуткой картины «идеального домашнего существования». Ив Гордон мастерски выбрала карикатурную манеру игры в роли сестры Тилли. После того, как машина Дарли сломалась, они отправляются дальше вместе с дальнобойщиками, Гарри и Леоном. Негативный опыт отношений с мужчинами, имеющийся у Дарли, сводит её общение с новыми знакомыми к нулю, а вот Мэриэнн решительно настроена не упустить Гарри.
Мэриэнн и Дарли прибывают на Аляске и узнают, что дома Дарли … нет. Обе женщины оказываются перед выбором: остаться и пытаться восстановить свой новый дом, или уйти. Мариэнн вскоре понимают, что ей нравится её новая жизнь на Аляске, в то время как Дарли не дают покоя мрачные тайны из её прошлого. В конечном итоге, Мариэнн удаётся доказать Дарли, что они могут начать с начала и построить дом для себя.

## В ролях
- Мег Тилли — Мериэнн
- Кристин Лахти — Дарли
- Пэтрика Дарбо — играет саму себя
- Ленни Фон Долен — Гарри
- Мори Чайкин — Леон
- Бретт Каллен — Курт
- Джеймс Гэммон — Уолт
- Ив Гордон — Эмили
- Джеймс Экхаус — Рич
- Лаклан Мёрдок — Маршалл

## Съёмочная группа
- Режиссёр — Эдвард Цвик
- Продюсеры — Сидни Поллак (исполнительный продюсер), Сара Каплан (сопродюсер), Эд Соломон (ассоциированный продюсер), Фитч Кэди (линейный продюсер), Линдсэй Доран
- Сценарист — Эд Соломон
- Оператор — Ральф Д. Боуд
- Композиторы — У. Г. Снаффи Уолден

## Критика
Rotten Tomatoes дал «Побегу из Нормала» 33 свежих помидоров из 100.